# 南山帽遗址
南山帽遗址，位于中国吉林省辽源市龙山区寿山镇永康村，为一个省级文物保护单位，类型为古遗址，公布时间为2007年5月31日。该文物保护单位由辽源市文物管理所管理。
南山帽遗址的历史年代为青铜时代。